# Placodermi
Die Placodermi oder Placodermata (‚Plattenhäuter‘), auch Panzerfische, sind eine ausgestorbene Klasse fischähnlicher kiefertragender Wirbeltiere (Gnathostomata). Sie lebten im Erdaltertum (Paläozoikum) vom unteren Silur (Telychium) und hatten ihre Blütezeit im nachfolgenden Devon, doch starben sie am Ende dieser Periode wieder aus. Die frühen Placodermi waren Süßwasserbewohner, erst später besiedelten sie auch das Meer.
Charakteristisch für die Placodermi ist, dass Kopf und Rumpf mit Knochenplatten aus Cosmin, einem dentinähnlichen Stützgewebe, gepanzert waren. Die größte bekannte Form war der Arthrodire Dunkleosteus, der vermutlich bis zu 4,1 Meter lang wurde.
Die Placodermi entwickelten als erste Wirbeltiere Kiefer. Man nimmt an, dass sich diese aus Knochen im Schlundraum entwickelten, die vorher die Kiemenbögen der kieferlosen Fische stützten. Die Kiemen wurden jeweils von einem oberen und unteren miteinander verbundenen Knochenbogen gestützt. So war der Schritt zu den mit Gelenken verbundenen Kieferknochen nicht mehr weit. Die Entwicklung der Kiefer ist aber nicht im Fossilbericht dokumentiert.
Beim oberdevonischen australischen Placodermen Materpiscis attenboroughi, der zu den Ptyctodontida gehört, wurde erstmals Viviparie nachgewiesen. Ein Jahr später wurde Viviparie auch bei dem zu den Arthrodira gehörenden Placoderm Incisoscutum ritchiei entdeckt.
Wichtige Fundstellen in Deutschland sind Blauer Bruch und Schmidts Bruch im Ense-Gebiet bei Bad Wildungen, sowie der Schiefer aus den Gruben von Bundenbach (Bundenbach-Schiefer) und Gemünden im Hunsrück. Gut erhaltene Placodermi aus dem Hunsrückschiefermeer der Devonzeit wie Gemuendina und Lunaspis sind im Schlosspark-Museum von Bad Kreuznach in Rheinland-Pfalz zu sehen.

## Untertaxa

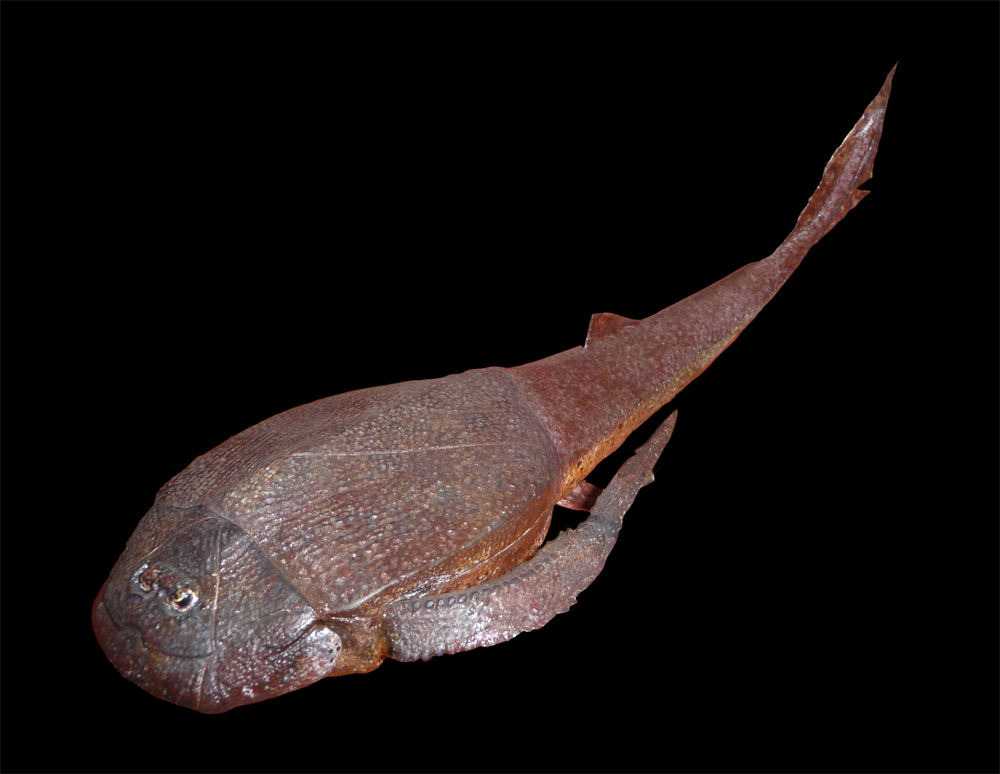
Lebendrekonstruktion (Modell) von Bothriolepis canadensis

- Antiarchi
- Arthrodira
- Petalichthyida
- Phyllolepida
- Ptyctodontida
- Rhenanida